# 525. pehotni polk (Wehrmacht)
Za druge 525. polke glejte 525. polk.
525. pehotni polk (izvirno nemško Infanterie-Regiment 525) je bil eden izmed pehotnih polkov v sestavi redne nemške kopenske vojske med drugo svetovno vojno.

## Zgodovina
Polk je bil ustanovljen 1. februarja 1940 kot polk 8. vala na vadbišču Neuhammerr iz delov 38., 84. in 427. pehotnega polka; polk je bil dodeljen 298. pehotni diviziji. 
6. novembra 1940 je bil I. bataljon izvzet iz sestave in dodeljen 683. pehotnemu polku; bataljon je bil nadomeščen.
15. oktobra 1942 je bil polk preimenovan v 525. grenadirski polk.